# ウェンディ・スライ
ウェンディ・スライ （Wendy Sly、1959年11月5日- ）は、イギリスの陸上競技選手。1984年ロサンゼルスオリンピックで初めて実施された女子3000mに出場。アメリカのメアリー・デッカーとイギリスのゾーラ・バッドの対決で注目が集まったレースであったが、8分39秒47のタイムで銀メダルを獲得した。

## 自己ベスト
- 1500m - 4分04秒14 （1983年8月14日:ヘルシンキ）
- 3000m - 8分37秒06 （1983年8月10日:ヘルシンキ）

## 主な実績
| 年   | 大会                   | 場所                         | 種目  | 結果 | 記録      |
| ---- | ---------------------- | ---------------------------- | ----- | ---- | --------- |
| 1982 | コモンウェルスゲームズ | ブリズベン(オーストラリア)   | 3000m | 2位  | 8分48秒47 |
| 1983 | 世界陸上競技選手権大会 | ヘルシンキ(フィンランド)     | 1500m | 5位  | 4分04秒14 |
| 1983 | 世界陸上競技選手権大会 | ヘルシンキ(フィンランド)     | 3000m | 5位  | 8分37秒06 |
| 1984 | オリンピック           | ロサンゼルス(アメリカ合衆国) | 3000m | 2位  | 8分39秒47 |
| 1987 | 世界陸上競技選手権大会 | ローマ(イタリア)             | 3000m | 8位  | 8分45秒85 |